# André Wink
André Wink (* 1953 in Hollandia, Indonesien) ist ein niederländischer emeritierter Professor für Geschichte an der University of Wisconsin, Madison, mit dem Schwerpunkt Indien und Indischer Ozean (700 bis 1800). Sein dreibändiges Hauptwerk gilt al-Hind, wie Indien in der arabischen Literatur bezeichnet wird. Es geht um die islamische Eroberung und Beherrschung Indiens vom 7. bis zum 15. Jahrhundert, wofür er viele Quellen aus beiden Kultur- und Sprachräumen nutzt. Das Buch ist in viele Sprachen übersetzt worden.
Wink studierte Geschichte an der Universität Leiden und erwarb 1984 den Ph.D. in indischer Geschichte bei  J.C. Heesterman. An die University of Wisconsin wurde er 1989 berufen, wo er ab 2009 Fellow wurde und in den Ruhestand trat.
Der deutsche Indologe Dietmar Rothermund hält den erfrischenden Revisionismus Winks für überzogen. Die Vorstellung von Fitna erkläre nicht alles. Muzaffar Alam kritisiert die Übersetzungen aus dem Persischen als oft nicht korrekt. Der breite Ansatz führe zu Fehlern im Detail, monieren mehrere Rezensenten. 

## Schriften
- Land and Sovereignty in India: Agrarian Society and Politics under the Eighteenth-Century Maratha Svarajya, Cambridge: Cambridge University Press, 1986, ISBN  978-052105180-4.
- Al-Hind, the making of the Indo-Islamic World I: Early medieval India and the expansion of Islam, 7th–11th centuries, Leiden: Brill 1990. 3. Auflage 1996, ISBN 978-900409249-5.
- Al-Hind, the making of the Indo-Islamic World II: The slave kings and the Islamic conquest, 11th–13th centuries, Leiden: Brill, 1997; Oxford University Press 1999, ISBN 978-900410236-1.
- Al-Hind: the making of the Indo-Islamic world III: Indo-Islamic society, 14th-15th centuries, Leiden: Brill 2003, Oxford University Press 2009, ISBN 978-938408249-9.
- The Making of the Indo-Islamic World c.700–1800 CE, Cambridge University Press, 2020, ISBN 978-110841774-7.

## Einzelbelege
1. ↑  Dietmar Rothermund: Review of Land and Sovereignty in India. In: Journal of the Economic and Social History of the Orient. Band 32, Nr. 2, 1989, ISSN 0022-4995, S. 239–240, doi:10.2307/3631979.
2. ↑  Muzaffar Alam: Review of Land and Sovereignty in India: Agrarian Society and Politics under the Eighteenth Century Marātha Svarājya. In: Modern Asian Studies. Band 23, Nr. 4, 1989, ISSN 0026-749X, S. 825–829.

| Personendaten    | Personendaten             |
| ---------------- | ------------------------- |
| NAME             | Wink, André               |
| KURZBESCHREIBUNG | niederländischer Indologe |
| GEBURTSDATUM     | 1953                      |
| GEBURTSORT       | Jayapura                  |